# ¡Biba la banda!
¡Biba la banda! es una película española de comedia estrenada el 17 de junio de 1987, dirigida por Ricardo Palacios y protagonizada en los papeles principales por Alfredo Landa, Óscar Ladoire, Fiorella Faltoyano y José Sancho.

## Sinopsis
En 1938, en plena guerra civil, los músicos de la banda militar están muy preocupados por su próximo concierto. Agustín recibe una misiva de su novia, que le cuenta los problemas que está teniendo con la recogida de la cosecha de arroz. Decide entonces pedir permiso para ir a ayudarla, pero como el teniente Urquiza se lo niega, se escapa. Dos compañeros enviados para hacerlo volver, finalmente, se quedan con él. También el sargento Pérez y varios músicos que van en su busca se quedan con ellos.

## Reparto
| Actor              | Papel             |
| ------------------ | ----------------- |
| Alfredo Landa      | Sargento Pérez    |
| Óscar Ladoire      | Teniente Campos   |
| Fiorella Faltoyano | Encarna           |
| José Sancho        | Agustín           |
| Mario Pardo        | Teniente Urquiza  |
| Manuel Alexandre   | Don Joaquín       |
| Miguel Ayones      | Manolo            |
| Florinda Chico     | Marcelina         |
| Antonio Ferrandis  | Comandante Bonafé |
| Rafael Hernández   | Morales           |
| Antonio del Real   |                   |
| Patrick Pankard    |                   |
| Ricardo Palacios   |                   |
| Rosa Morales       | Verónica          |
| Antonio Mayans     | Alférez           |